# Alyssum corymbosoides
Alyssum corymbosoides är en korsblommig växtart som beskrevs av Eduard Formánek. Alyssum corymbosoides ingår i släktet stenörter, och familjen korsblommiga växter. Inga underarter finns listade i Catalogue of Life.